# 哈特贝格县

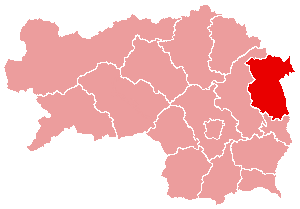
哈特贝格县在施泰爾馬克州的位置

哈特贝格县（德語：Bezirk Hartberg）是奥地利施泰爾馬克州所辖的一个旧县。总面积955.7平方公里，总人口67778，人口密度71人/平方公里（2001年）。行政中心位于哈特貝格。2013年1月1日，哈特贝格县与菲尔斯滕费尔德县合并为哈特贝格-菲尔斯滕费尔德县。

## 行政区域
哈特贝格县曾辖有50个市镇。